# 上原七衣
上原 七衣（うえはら ななえ、1985年6月19日 - ）は、東京都出身の元女子競輪選手。日本競輪選手会新潟支部所属、ホームバンクは弥彦競輪場。日本競輪学校（当時。以下、競輪学校）第106期生。

## 経歴
小学3年から高校2年までシンクロナイズドスイミングに打ち込んでいた。文化服装学院卒業後はフリーターのような生活をしていたが、ガールズケイリンのドキュメント番組を見て競輪選手を志したという。その後、弥彦競輪場のクラブスピリッツに入会。
2012年12月20日、競輪学校第106回技能試験に合格。在校競走成績は16位（0勝）。
2014年5月14日、武雄競輪場でデビューし5着。
2017年7月20日引退。